# David-Octavius-Hill-Medaille
Die David-Octavius-Hill-Medaille, benannt nach dem schottischen Fotopionier des 19. Jahrhunderts David Octavius Hill, wird von der Deutschen Fotografischen Akademie heute etwa alle drei Jahre verliehen. Sie ist gleichzeitig der Kunstpreis der Stadt Leinfelden-Echterdingen.

## Preisvergabe
Die David-Octavius-Hill-Medaille wird seit 1955 vergeben. Die GDL vergab zwischen 1966 und 1986 zwanzig Mal die „David-Octavius-Hill-Medaille“ an Persönlichkeiten der Fotografie für herausragende künstlerische oder wissenschaftliche Leistungen.
Seit 1988 wurde diese Auszeichnung unter Federführung der Deutschen Fotografischen Akademie als Kunstpreis der Stadt Leinfelden-Echterdingen vergeben und mit einem Geldbetrag ausgestattet.

## Preisgeld
Der Preis ist mit 5.000 Euro dotiert.

## Alle Preisträger von 1955 bis 2019
| Jahr | Preisträger                                               |
| ---- | --------------------------------------------------------- |
| 2019 | Ute und Werner Mahler                                     |
| 2015 | Viviane Sassen                                            |
| 2012 | Gabriele und Helmut Nothhelfer, Hansi Müller-Schorp       |
| 2009 | Joakim Eskildsen, Cia Rinne                               |
| 2005 | Bernhard Prinz                                            |
| 2002 | Alex Webb                                                 |
| 1999 | Dieter Appelt                                             |
| 1996 | Gottfried Jäger                                           |
| 1994 | Jürgen Heinemann, Klaus Kammerichs                        |
| 1990 | Stefan Moses                                              |
| 1988 | Joan Fontcuberta                                          |
| 1986 | John Hilliard                                             |
| 1984 | Robert Häusser                                            |
| 1983 | Helmut Gernsheim                                          |
| 1981 | Peter Keetman                                             |
| 1979 | Fritz Brill, Kurt Julius                                  |
| 1978 | Heinz Hajek-Halke, Willi Moegle                           |
| 1974 | Fritz Kempe                                               |
| 1973 | Josef Adolf Schmoll genannt Eisenwerth                    |
| 1972 | Regina Relang                                             |
| 1971 | Edouard Boubat                                            |
| 1970 | Allan Porter                                              |
| 1969 | Liselotte Strelow                                         |
| 1968 | Leo Fritz Gruber                                          |
| 1967 | Paul Strand                                               |
| 1966 | Martin Hürlimann                                          |
| 1965 | Otto Steinert                                             |
| 1964 | Herbert List                                              |
| 1958 | Erna Lendvai-Dircksen                                     |
| 1957 | Albert Renger-Patzsch                                     |
| 1955 | Walter Hege, Alfred Schleussner, Erich Stenger, Bruno Uhl |